# Тупикин, Сергей Иванович
Сергей Иванович Тупикин (23 января 1965, Воронеж — 23 апреля 2018, Воронеж) — советский и российский музыкант, бас-гитарист группы «Сектор Газа» в 1989—1993 годах и соло-гитарист группы в 1988—1989 годах.

## Ранние годы
Сергей Тупикин родился 23 января 1965 года в Воронеже. Он был четвёртым ребёнком в семье и отличался сложным характером. До 8-го класса у него была «тройка» по физике, а сам он часто тайно слушал записанные «Beatles», «Nazareth» и «Led Zeppelin». Магнитофонными катушками Тупикина снабжал поклонник его старшей сестры. После школы Тупикина заинтересовал вопрос о дальнейшем образовании: первоначальные знания игры на гитаре музыканта не устраивали, поэтому он поступил в музыкальное училище, которое окончил по классу домры-бас. Вскоре он поступил в «политех», где оказался в окружении музыкантов и познакомился со звукооператором Андреем Дельцовым, с которым их связала большая дружба и общие интересы.
Талант Тупикина можно было заметить в игре на бас-гитаре в местных группах «Рубикон» и «РКД». Также он играл в группе «Подъезд № 26» с Ольгой Зарубиной («На теплоходе музыка играет»), давая от 10 до 20 концертов в месяц. Однако ему не удавалось совмещать музыкальные репетиции и учёбу в институте: Тупикин в итоге бросил вуз, сделав выбор в пользу карьеры музыканта. Из коллектива Зарубиной его выставили после 20 концертов, о чём он не любил рассказывать.

## В составе «Сектора Газа»
Сергей Тупикин утверждал, что познакомился с Юрой Хоем во время концерта в ДК Ленина, проходившего в рамках ответственного рок-фестиваля местных групп. Тогда у группы не было гитариста, и Тупикин смело подошёл к Хою, предложив свои услуги гитариста. Но и тогда с гитарой у группы оказались проблемы, которые разрешил сам Хой, достав где-то «за магарыч» гитару и показав Тупикину аккорды к песням «Колхозный панк» и «Наркоман». Группа успешно отыграла концерт, а затем Клинских предложил Тупикину поехать с группой на концерт в Череповец. Тупикин не запомнил, как прошёл концерт, поскольку в течение всей дороги музыканты очень много пили.
Некоторое время концертным менеджером группы был Фидель Симонов, который прежде участвовал в организации гастролей «Ласкового мая» в Воронеж. Он поселил группу в двухкомнатной московской квартире на Рязанском проспекте, однако в ней царила теснота и были в целом невыносимые условия жизни. Тупикин утверждал, что в ванной комнате проживал «тракторист Саша», который ночевал в горячей воде: из-за его выходок Тупикин даже чуть не ушёл из состава группы. Со временем «Сектор Газа» отказался от услуг Симонова, но тот создал собственную группу, которая представлялась «Сектором Газа» и разъезжала с концертами под некачественную фонограмму: в составе этой группы был и «тракторист Саша». Один из таких концертов, по словам Тупикина, должен был состояться 4 августа 1991 года в Парке Горького, однако незадолго до этого Хой, Алексей Ушаков и Андрей Дельцов обнаружили афишу с анонсом концерта и решили проучить самозванца. Драка участников группы с самозванцами завершилась тем, что Хой попал в милицию.
Новым директором группы стал Сергей Савин: в декабре 1990 года «Сектор» выступил на концерте в московском клубе «Меридиан». Савин, который был продюсером большинства участников концерта, также взял на себя ответственность заняться раскруткой воронежского коллектива. По словам Тупикина, группа переехала в деревню Подлипки в Тверской области, где условия были лучше московских: музыканты ежедневно общались по телефону с родными в Воронеже, но сами в Воронеж заезжали очень редко, поскольку были заняты гастролями. В июне 1991 года во время гастролей в Луганске группа поселилась в гостинице «Октябрь», в которой не было даже туалета. По словам Тупикина, в ночь после концерта на местном стадионе в номере, где обычно спал Хой, на кровать обрушилась потолочная балка. Самого Хоя в этот момент в номере не было, поскольку он из-за усталости лёг спать в том номере, где ночевали Тупикин и ещё один музыкант группы, Владимир Лобанов.[значимость факта?]
В октябре 1991 года «Сектор Газа» выступил в ленинградском дворце спорта «Юбилейный»: концерт прошёл спустя несколько дней после убийства Игоря Талькова. На концерте присутствовали французские кинематографисты, которые хотели снять документальный фильм о Талькове: они попросили группу попозировать рядом с зеркалом в коридоре, к которому были возложены цветы и фотография Талькова, а также взяли небольшое интервью. Тупикин в ответ на вопрос, страшно ли ему за завтрашнее будущее страны, заявил, что ему боязно жить беззащитным и что он беспокоится за свою семью. Также он сравнил Талькова с Фредериком Шопеном:

Хотя мне Тальков и не очень симпатичен, я думаю, никому не понравится убийство «Шопена».

В самом конце пребывания Тупикина в группе ему позвонил Савин и предложил сыграть на концерте в ДК имени Горбунова, а после концерта повёл группу на какой-то вечер, где она также должна была выступить. Этот концерт проходил в кабаке «Каштан», где отмечался чей-то день рождения. Присутствовавшие на вечере гости попросили группу исполнить «вальс или танго»: хотя Хой сначала сказал, что группа играет только свои песни, Тупикин попросил о помощи гитариста Вадима Глухова, назвав песню «Здесь под небом чужим» из фильма «Летят журавли». После этой песни именинник попросил исполнить блюз: композицию в этом стиле исполнил Тупикин вместе с Александром Якушевым и Алексеем Ушаковым. По словам Тупикина, она настолько растрогала Савина, что он даже обнял Тупикина после выступления. По его словам, Савин не до конца верил, что «Сектор» мог играть «такую сложную музыку».
Юрий Клинских говорил, что после ухода Тупикина в группе побывало немало бас-гитаристов, однако они не умели играть, а сам Тупикин спился. Тупикин подтверждал эти слова. О самом Хое он говорил как о добром и душевном человеке. Также Тупикин утверждал, что во всех альбомах группы, вышедших за время его присутствия, звучала именно его версия гитары. Известно, что записанные им версии гитары звучат в песнях «Колхозный панк» (главный рифф), «Патриот» (главный рифф), «Пасха» (рифф), «Местные» (проигрыш в песне) и «Попец» (рифф). После ухода Тупикина «Сектор Газа» выступал чаще с басом, который был записан на секвенсоре.

## После «Сектора Газа»
Согласно интервью Алексею Елецких, опубликованному в 2000 году, Тупикин после ухода из группы работал с молодыми ребятами, записывая аранжировки к песням в музыкальной студии, но сам он утверждал, что не слушает музыку своей бывшей группы, поскольку это «вредно для здоровья». Больше подробностей о жизни Тупикина после ухода из группы удалось установить Владимиру Тихомирову, выпустившему в 2001 году книгу «Эпитафия рок-раздолбаю», посвященную Юрию Клинских и содержавшую воспоминания людей, связанных с группой. Интервью с Тупикиным проходило в павильоне на автобусной остановке, под водку в пластиковых стаканах и закуску в виде томатного сока и кусочков хлеба.
Как следовало из взятого Тихомировым интервью, после «Сектора» Тупикин не смог реализовать себя в жизни и попросту спился. Он заявил, что ничего не приобрёл за время выступлений в группе, пропив все накопленные за время выступлений средства. Большую часть своего имущества (телевизор, бобинный магнитофон, две гитары и колонки с усилителями) он приобрёл ещё до прихода в группу. На момент записи интервью с Тихомировым Тупикин работал радистом в Доме детского творчества во Дворце культуры имени 50-летия октября («Полтиннике»), а позже работал там дворником, но потом уволился. Известно, что после ухода Сергея из группы от него ушла жена (вскоре она умерла), а дочь Виктория отказалась носить фамилию отца: Сергей обращался в райисполком, чтобы сменить дочери фамилию с Тупикина на Журавлёва, но та вскоре прекратила с ним общаться.
В одном из редких видеоинтервью, выложенных в Интернет, Тупикин прокомментировал смерть гитариста группы Вадима Глухова, заявив, что Глухов был наркозависимым и что его смерть могла носить насильственный характер.

## Проблемы со здоровьем и смерть
Согласно другому видеоинтервью, опубликованному в Интернете, у Тупикина с возрастом стали отказывать ноги, но ему никто не оказывал никакую поддержку.
В конце августа 2011 года Сергей Тупикин был жестоко избит неизвестными лицами около своего дома. Отец Тупикина сообщал, что тот распивал спиртные напитки в компании молодёжи и взял с собой гитару: по неизвестной причине вспыхнула ссора, переросшая в драку, в результате которой Тупикин получил многочисленные ушибы и переломы рук, рёбер и бедра. Он находился в реанимации одной из Воронежских больниц, где перенес несколько операций. Врачи спасли Тупикина, но осложнения привели к тому, что он стал инвалидом. 24 августа 2012 года в Интернете появилось видео с благодарностью от Тупикина к фанатам группы, переживавшим за его состояние здоровья: он выразил скромную надежду, что, возможно, сможет снова играть на бас-гитаре.
В том же году Тупикин был приглашён на концерт посвященный группе «Сектор Газа», и по состоянию здоровья не смог этого сделать. Он сидел на стуле на сцене, слушал песни, которые когда-то играл, и по его лицу текли слёзы.
До конца своих дней Тупикин жил исключительно на пенсию своего отца, нигде не работал и злоупотреблял спиртным, но хранил свой белый Action Bass, напоминавший о карьере в группе.
Тупикин скоропостижно скончался в ночь с 22 на 23 апреля 2018 года у себя в квартире в Воронеже от остановки сердца (смерть наступила в 0:30). О смерти Сергея Тупикина сообщил в соцсетях внук его сестры Александр Тишанинов.
Тупикин был похоронен 24 апреля на Юго-Западном кладбище города (квартал «Дубки»): на похоронах присутствовало чуть более 35 человек (преимущественно родственники). В 2020 году на средства, собранные поклонниками группы, был установлен памятник Тупикину и его родителям, покоящимся рядом с сыном.

## Дискография
«Сектор Газа» (1989—1993)
- 1989 — «Плуги-вуги» (магнитоальбом) — электрогитара в некоторых песнях
- 1989 — «Колхозный панк» (магнитоальбом) — электрогитара в некоторых песнях
- 1990 — «Зловещие мертвецы»
- 1990 — «Ядрёна вошь»
- 1991 — «Колхозный панк»
- 1992 — «Гуляй, мужик!»
- 1993 — «Нажми на газ»
- 1993 — «Сектор Газа»

## Комментарии
1. ↑  В интервью Алексея Елецких названа по ошибке «Здесь под небом чёрным»[1].
2. ↑  Прибор, воспроизводящий инструмент в случае отсутствия музыканта[1].